# Theridion volubile
Theridion volubile är en spindelart som beskrevs av Eugen von Keyserling 1884. Theridion volubile ingår i släktet Theridion och familjen klotspindlar. Inga underarter finns listade i Catalogue of Life.